# Edmond T. Gréville
Pour les articles homonymes, voir Gréville.
Edmond Gréville Thonger dit Edmond T. Gréville, est un réalisateur et scénariste français, né le 20 juin 1906 à Nice (Alpes-Maritimes), ville où il est mort le 26 mai 1966.

## Un réalisateur indépendant
Fils d'un couple franco-britannique, Edmond Gréville Thonger, dont le père anglais est un pasteur protestant et la mère institutrice ardèchoise, débute comme journaliste et critique de films. Parallèlement à quelques prestations d'acteur, notamment dans des films muets et dans le premier film parlant de René Clair, Sous les toits de Paris (1930), il tourne ses premiers courts-métrages.
Sa première expérience professionnelle a lieu sur le tournage du Napoléon d'Abel Gance, en 1927. Il poursuit comme assistant réalisateur, notamment sur le film anglais Piccadilly d'Ewald André Dupont, L'Arlésienne (1930) de Jacques de Baroncelli, Prix de beauté (1931) d'Augusto Genina, et La Fin du monde d'Abel Gance.
Entre 1930 et 1940, il réalise plusieurs longs métrages français, notamment Le Train des suicidés (1931) avec Pedro Elviro, Remous (1934) avec Françoise Rosay, et deux comédies chantées : Princesse Tam Tam (1935) avec Joséphine Baker, Gypsy melody (1936) avec l'actrice américaine Lupe Vélez. En 1937, en Grande-Bretagne, il tourne Mademoiselle Docteur (à ne pas confrondre avec Salonique, nid d'espions) avec Dita Parlo et John Loder, Menaces (1939) avec Mireille Balin et Erich von Stroheim, ce dernier jouant un réfugié autrichien qui se suicide après l'Anschluss. Avec l'atmosphère lourde, chargée d'érotisme, qui caractérise ses films, il impose son indépendance et son style original dans le cinéma de l'époque.
Journaliste à La Tribune du cinéma, Gréville est l'un des fondateurs de la revue littéraire Jabiru, aux côtés de Jean-Georges Auriol, Jean Lévy, André Maugé et Henri Jeanson. Il publie également des poèmes (Norma) et écrit des romans.
Edmond T. Gréville arrête de tourner pendant toute la période de l'Occupation. En 1948, il repasse derrière la caméra pour mettre en scène la résistance et la collaboration dans le film hollandais Niet tevergeefs. Avec Port du désir (1955), il met en scène Jean Gabin en capitaine confronté à un contrebandier sans scrupule et sauvant une jeune femme qui lui rappelle sa fille « perdue ». Dans L'Île du bout du monde (1959), un huis clos oppressant oppose trois femmes et un homme. Dans les années 1960, il tourne un film d'horreur, Les Mains d'Orlac (1960), avec Mel Ferrer, après deux versions précédentes. Son dernier film, L'Accident, au titre prémonitoire, est tiré d'un roman de Frédéric Dard.
Edmond Gréville a été le mari de l'actrice anglaise Wanda MacEwan dite Vanda Gréville, connue également sous le nom de Wanda Vangen,. Il meurt à Nice dans un accident de voiture le 26 mai 1966.

## Filmographie

### Réalisateur
- 1931 : Le Train des suicidés
- 1932 : Le Triangle de feu co-réalisé avec Johannes Guter
- 1932 : Plaisirs de Paris
- 1933 : Je suis un homme perdu
- 1933 : Vacances conjugales
- 1934 : Remous
- 1935 : Marchand d'amour
- 1935 : Princesse Tam Tam
- 1936 : Gypsy Melody
- 1937 : Brief Ecstasy
- 1937 : Secret Lives
- 1937 : Mademoiselle Docteur (Under Secret Orders)
- 1938 : What a Man !
- 1938 : Veertig jaren
- 1940 : Menaces
- 1943 : Une femme dans la nuit
- 1945 : Dorothée cherche l'amour
- 1947 : Pour une nuit d'amour
- 1947 : Le diable souffle
- 1948 : Noose
- 1948 : Niet tevergeefs
- 1948 : But Not in Vain
- 1949 : The Romantic Age
- 1951 : Im Bann der Madonna (de)
- 1953 : L'Envers du paradis
- 1955 : Port du désir
- 1955 : Tant qu'il y aura des femmes
- 1956 : Je plaide non coupable
- 1958 : Quand sonnera midi
- 1959 : L'Île du bout du monde
- 1960 : L'Aguicheuse (Beat Girl)
- 1960 : Les Mains d'Orlac
- 1961 : Les Menteurs
- 1963 : L'Accident

### Assistant-réalisateur
- 1931 : La Fin du monde d'Abel Gance

### Scénariste
- 1963 : La Vierge de Nuremberg (La vergine di Norimberga) d'Antonio Margheriti
- 1947 : Pour une nuit d'amour
- 1959 : L'Île du bout du monde
- 1960 : L'Aguicheuse (Beat Girl)
- 1960 : Les Mains d'Orlac
- 1963 : L'Accident

## Littérature

### Auteur
- 1962  : La fille peinte Roman de 247 pages, Editions KAROLUS, février 1962, Jaquette de couverture dessinée par Jean-Claude Forest qui présente une jeune femme blonde habillée d'une robe suggestive dans un paysage battu par les vents. La scène préfigure totalement le personnage de Barbarella qui a rendu Forest célèbre en 1964. Le scénario porte sur trois personnages isolés sur une île du Rhône dont les innondations se répendent dans la campagne cévenole. Un quiquagénaire sentimental, une fille de vingt ans trasfuge de Saint-Germain-des-Prés et un mystérieux italien qui fuit la police sont isolés du reste du monde. Le trio va vivre un drame passionnel qui se dénoue dans un suspens bien mené.